# Eurinozaur
Eurinozaur (Eurhinosaurus longirostris) – ichtiozaur z rodziny Leptonectidae; jego nazwa znaczy "jaszczur z ładnym nosem".
Żył w okresie wczesnej jury na terenach obecnej Europy. Długość ciała ok. 2 m. Jego szczątki znaleziono w Niemczech.
Posiadał nieproporcjonalnie długi pysk w stosunku do rozmiarów ciała. Kształtem przypominał miecz, podobnie jak u ryby-piły.